# سركان أردوغان
سركان أردوغان (بالتركية: Serkan Erdoğan)‏ مواليد 30 أغسطس 1978 في أماصيا، تركيا، هو مدرب كرة سلة تركي ولاعب سابق. بدأ مسيرته الاحترافية في سنة 1994. وهو مدرب مساعد لفريق نادي طوفاس الرياضي. اعتزل اللعب في 2014.

## المسيرة الاحترافية
لعب مع نادي طوفاس الرياضي في الدوري التركي من سنة 1998 إلى 2000، ثم لعب مع أولكرسبور من سنة 2000 إلى 2005، ثم لعب مع ساسكي باسكونيا في الدوري الإسباني من سنة 2005 إلى 2007، ثم لعب مع طوفاس الرياضي في الدوري التركي من سنة 1998 إلى 2000، ثم لعب مع أولكرسبور من سنة 2000 إلى 2005، ثم لعب مع ساسكي باسكونيا في الدوري الإسباني من سنة 2005 إلى 2007، ثم لعب مع نادي أنادولو إفيس في موسم 2007–2008، ثم لعب مع تورك تيليكوم في الدوري التركي من سنة 2008 إلى 2010، ثم لعب مع أليكانتي في موسم 2010–2011، ثم لعب مع بشكتاش لكرة السلة في الدوري التركي في سنة 2011، ثم لعب مع بانفيت لكرة السلة من سنة 2011 إلى 2013.

## روابط خارجية
- سركان أردوغان على موقع الاتحاد الدولي لكرة السلة (الإنجليزية)
- سركان أردوغان على موقع الدوري الأوروبي لكرة السلة (الإنجليزية)
- سركان أردوغان على موقع الدوري الإسباني لكرة السلة (الإسبانية)
- سركان أردوغان على موقع كرة السلة الأوروبية.كوم (الإنجليزية)
- سركان أردوغان على موقع ريلجم (الإنجليزية)
- سركان أردوغان على موقع بروبوليرز (الإنجليزية)
- سركان أردوغان على موقع سبورتس رفرنس (الإنجليزية)